# Wilhelminabrug (Deventer)
De Wilhelminabrug, genoemd naar Wilhelmina der Nederlanden, verbindt de provincies Gelderland en Overijssel ter hoogte van Deventer.
De brug over de IJssel werd gebouwd tussen 1939 en 1943, maar bij de aftocht in april 1945 door het Duitse bezettingsleger opgeblazen. Na de bevrijding werd ze volgens het oorspronkelijke ontwerp herbouwd en in 1948 opnieuw in gebruik genomen. De stalen boogbrug heeft met natuursteen afgewerkte betonnen landhoofden en rivierpijlers, maar de toerit aan de stadskant rust deels op modern vormgegeven betonnen pijlers. Voor deze toerit werd de uit de middeleeuwen stammende Deventer rivierhaven gedempt. Op deze locatie is in 2005 onder de brug een als tijdelijk bedoelde kooiconstructie geplaatst die een parkeergarage herbergt.
De Wilhelminabrug verving de schipbrug die vanaf 1600 een voorname verbinding vormde tussen West- en Oost-Nederland en verder. In de eerste 25 jaar van haar bestaan was de brug een belangrijke schakel in de E8, de huidige E30, de autoroute van Hoek van Holland naar Berlijn. In 1972 kwam ten zuiden van Deventer de brug in de A1 in gebruik, sindsdien is de Wilhelminabrug nog slechts van regionale betekenis.
De brug figureert in de succesfilm A Bridge Too Far waarin ze de Arnhemse Rijnbrug verbeeldt die zelf door de nabijgelegen naoorlogse bebouwing geen dienst kon doen voor de filmopnamen.
De Wilhelminabrug geeft toegang tot het centrum van de stad, terwijl de brug van de A1 aan de zuidkant ligt; stroomafwaarts, in het noorden, ligt bij Deventer nog de IJsselspoorbrug.

## Foto's

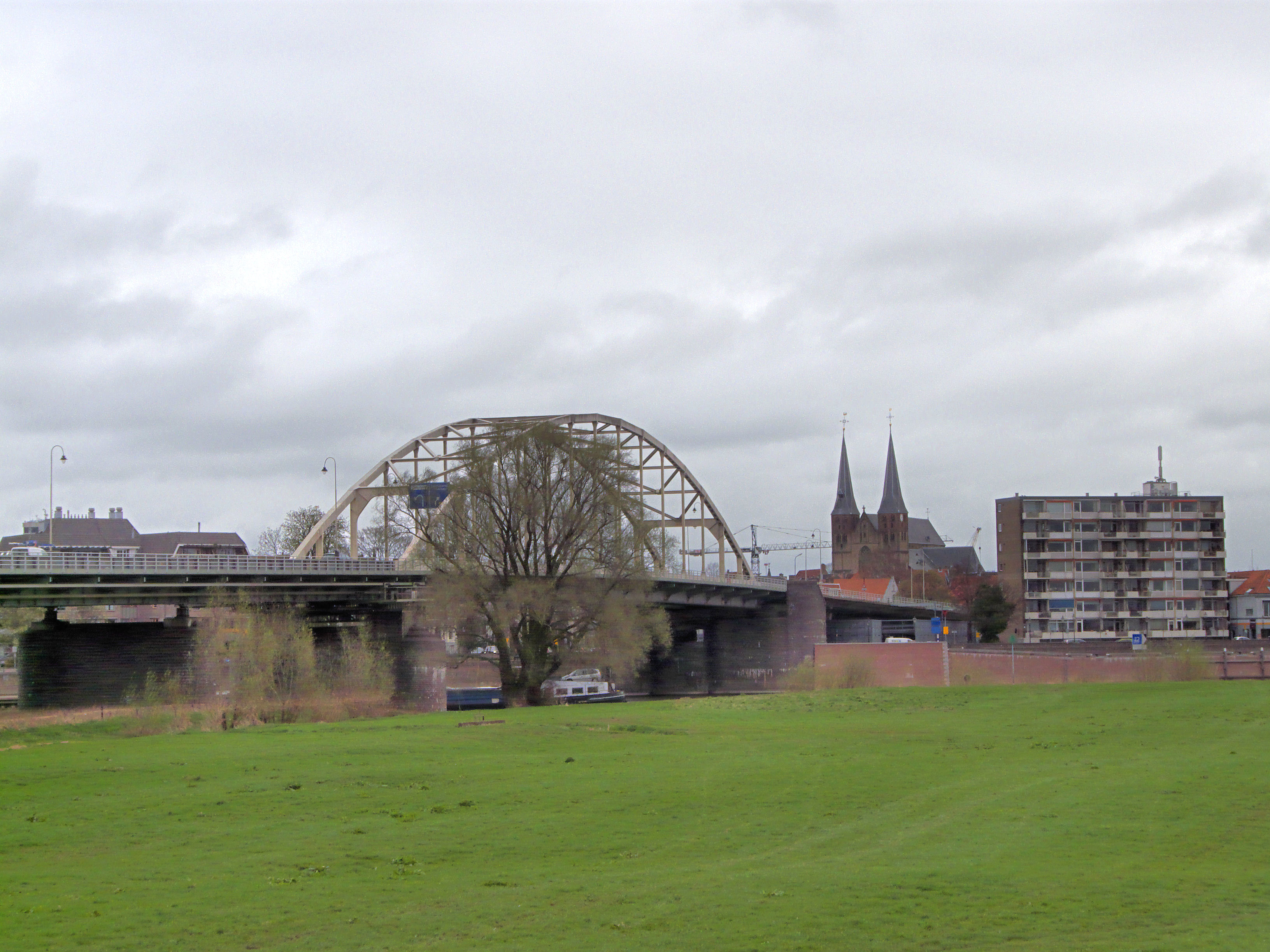
Vanaf de Bolwerksmolen
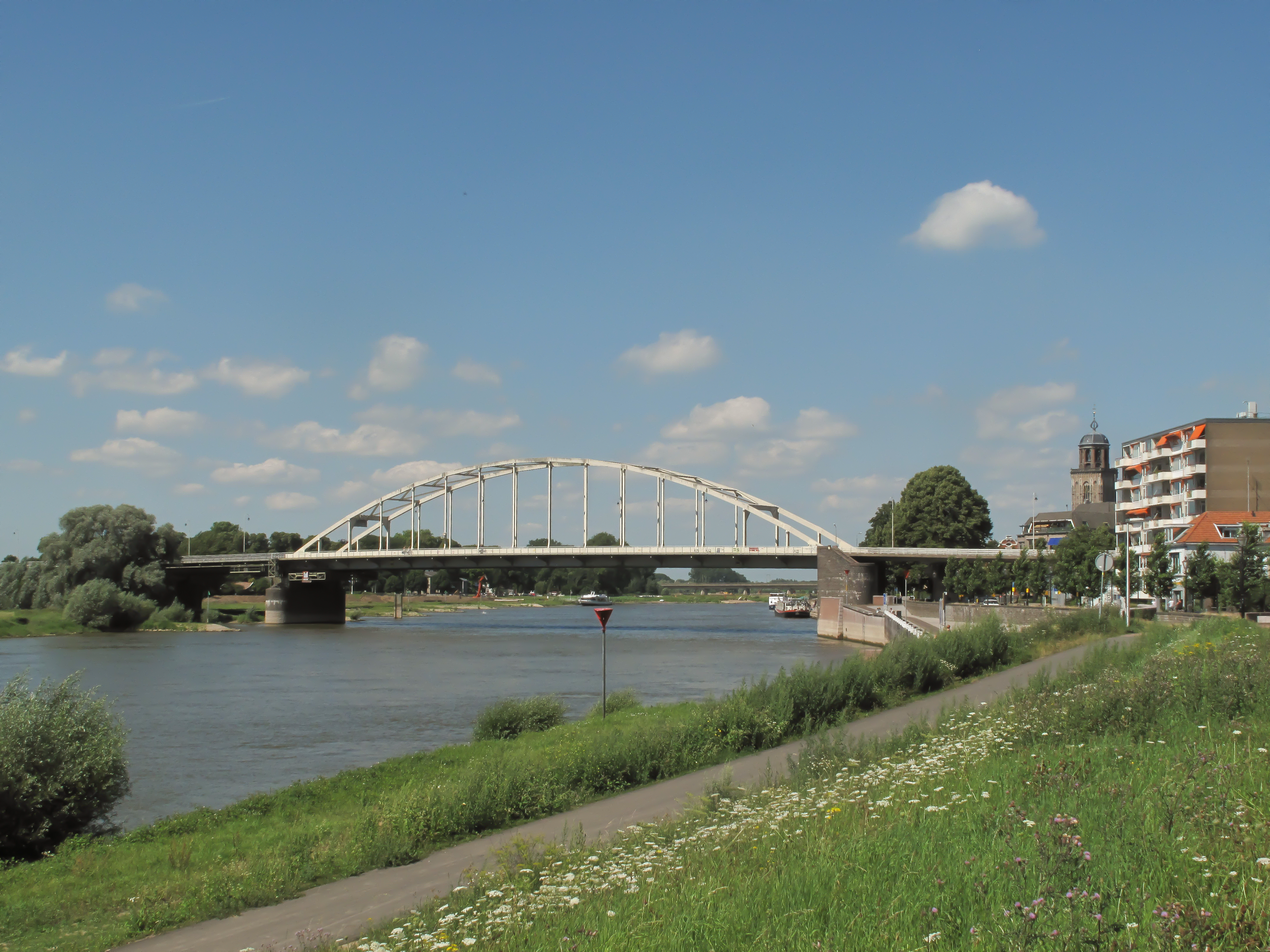
Vanaf het Pothoofd
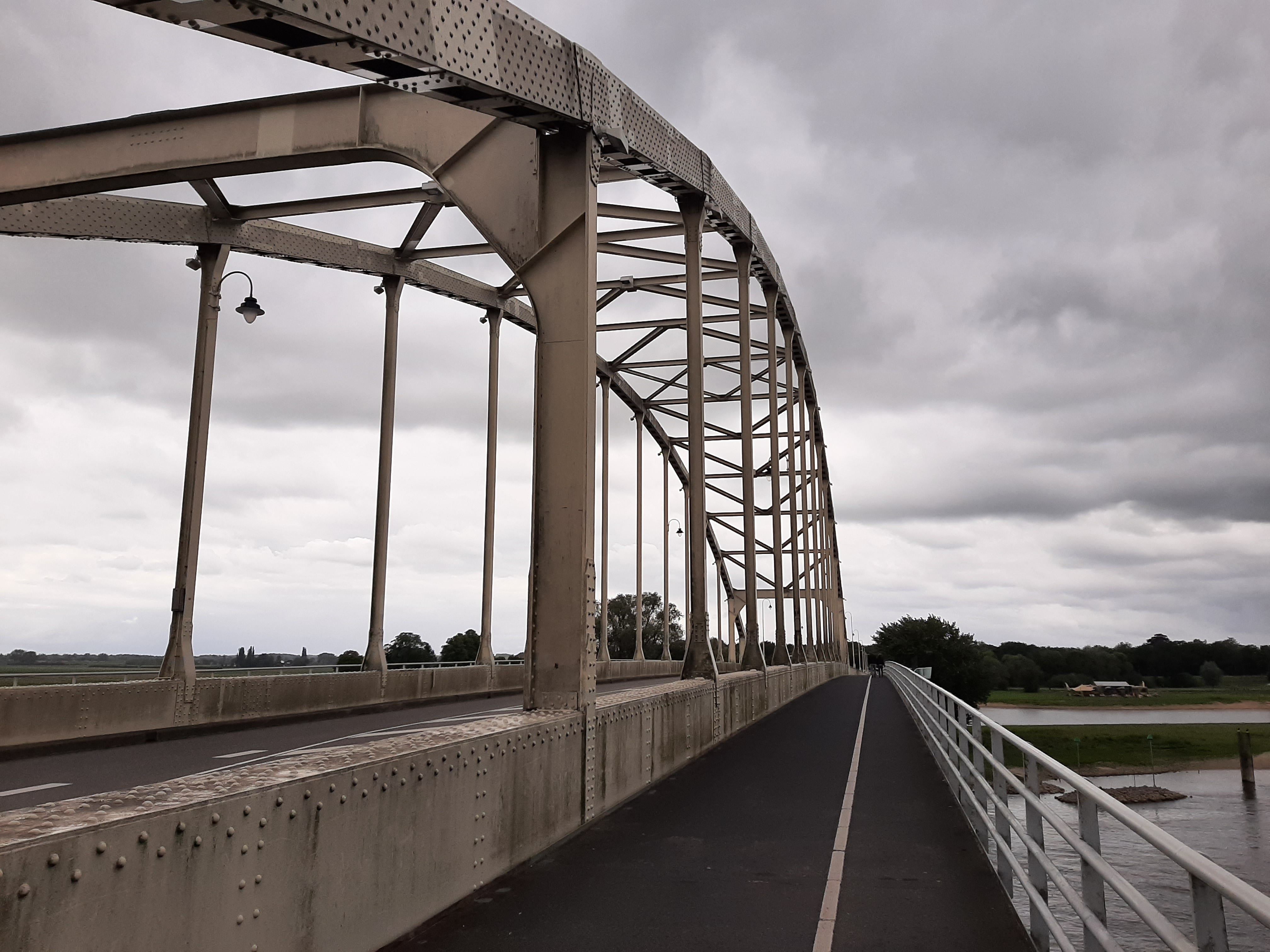
Vanaf het fietspad op de brug